# Montserrat Torras i Sans
Montserrat Torras i Sans (Barcelona, 1945) és una pintora formada a l'Escola Massana, l'Escola d'Arts i Oficis de Barcelona i en el taller Jordi Alumà, està especialitzada en la tècnica del retaule. Ha participat en nombroses exposicions. Té obra en diverses col·leccions públiques i privades.